# Hotel Honiara
El Hotel Honiara (en inglés: Honiara Hotel) se encuentra en el barrio Chino de Honiara, Islas Salomón. Es un establecimiento de 56 habitaciones que tiene diferentes grados con un alojamiento sobre la base de los niveles económicos de sus clientes. Hay 13 habitaciones sin aire acondicionado, que tienen cama doble con baño compartido, 26 habitaciones "estándar", con aire acondicionado, instalaciones de baño incorporado y un refrigerador. Un ascensor funicular funciona para llegar a la terraza donde hay 12 habitaciones de lujo y cinco habitaciones ejecutivas. Una piscina, bar y restaurante son parte del hotel. 